# Michael Löwy
Michael Löwy (* 6. Mai 1938 in São Paulo) ist ein marxistischer Soziologe und Philosoph.

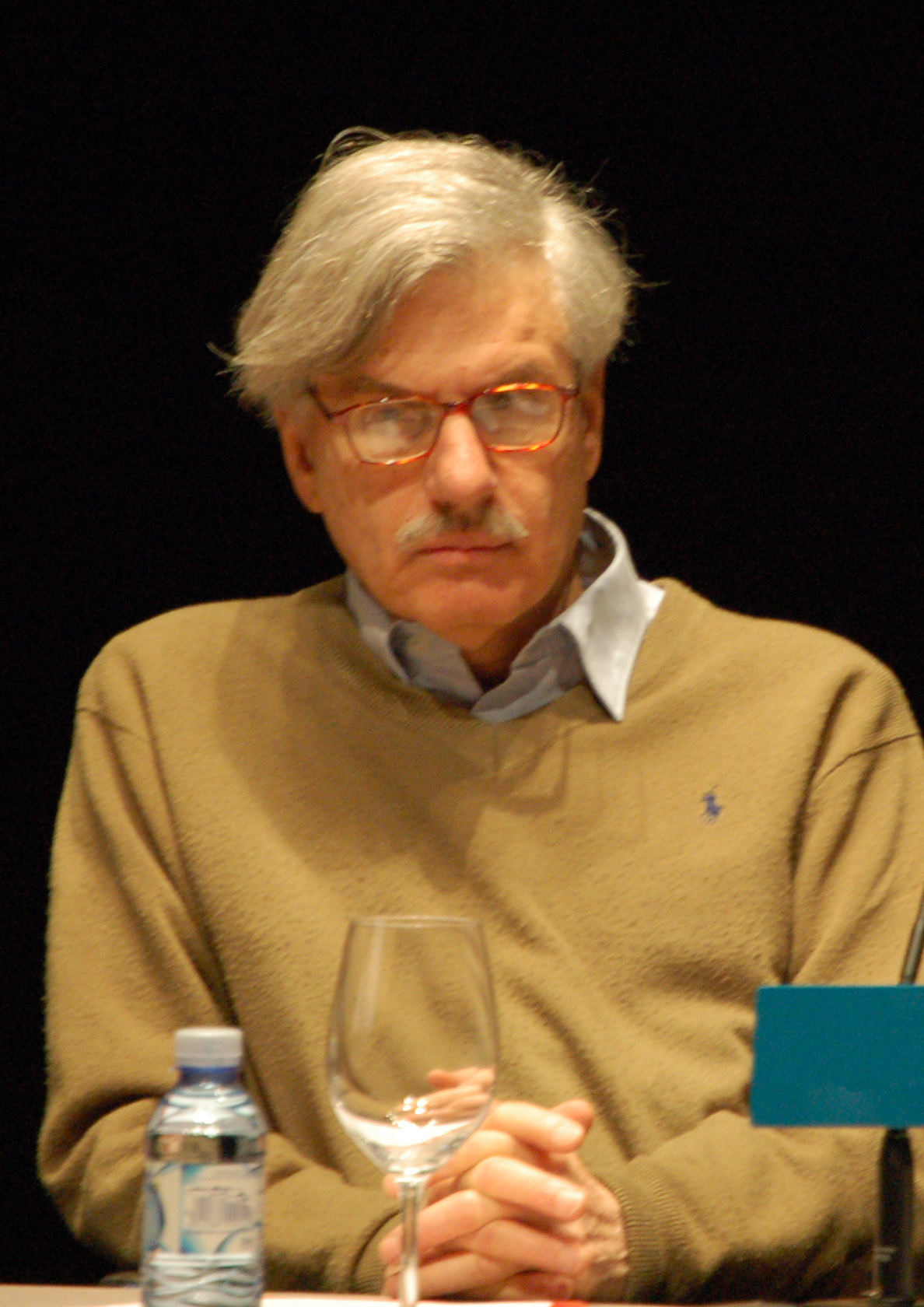
Michael Löwy (2010)

## Leben und Beruf
Als Kind jüdischer Eltern, welche vor dem Austrofaschismus und Antisemitismus aus Wien 1934 nach Brasilien geflüchtet waren, studierte Löwy Sozialwissenschaften in São Paulo und siedelte aus Studiengründen 1961 nach Paris über, wo er Philosophie und Literatursoziologie u. a. bei Lucien Goldmann studierte und 1964 an der Sorbonne über die Theorie der Revolution des jungen Karl Marx promovierte. In dieser Zeit schloss er sich auch der trotzkistischen Bewegung an und absolvierte Forschungsaufenthalte an den Universitäten von Haifa, Jerusalem, Tel Aviv-Jaffa und Manchester, ehe er sich 1969 endgültig in Paris niederließ. Hier trat er der Ligue Communiste und der 1973/74 aus dieser hervorgegangenen Ligue communiste révolutionnaire (LCR) bei, der er bis heute angehört. Seit 1977 arbeitet Löwy als Forschungsdirektor am Centre national de la recherche scientifique (CNRS) und am EHESS. Auf politischer Ebene gehört die Solidaritätsarbeit mit sozialen Bewegungen und der Linken in Lateinamerika zu den Schwerpunktthemen Löwys. 2005 wurde Löwy im Rahmen der Franz-Rosenzweig-Gastprofessur für ein Jahr an die Universität Kassel berufen.

## Forschungsthemen
Schwerpunkte der Forschung Löwys waren anfänglich die marxistische Revolutionstheorie, die Theorie der permanenten Revolution und die historische und inhaltliche Entwicklung des Marxismus in Lateinamerika. Später kam eine intensive Auseinandersetzung mit der Theologie der Befreiung, die vergleichende Untersuchung christlicher und jüdischer Messianismen im Zusammenhang mit marxistischer und anarchistischer Theoriebildung im 20. Jahrhundert und die Beschäftigung mit dem Verhältnis von Marxismus und Nationalismus hinzu. Im Anschluss an Autoren wie Ernst Bloch legt Löwy dabei besonderen Wert auf die Herausarbeitung der utopischen Dimension im Marxismus.

## Auszeichnungen
- 2020: Walter-Benjamin-Preis[1]

## Schriften (Auswahl)
- Nationalismus und Marxismus. Anstoß zu einer notwendigen Debatte, Berlin 1978, ISBN 3-88022-199-5 (Autor eines Beitrages, die anderen Aufsätze stammen von Eric Hobsbawm, Tom Nairn und Régis Debray)
- Marxismus in Lateinamerika 1905-1979, Frankfurt am Main 1984, ISBN 3-88332-081-1
- (Hg., gemeinsam mit Arno Münster) Verdinglichung und Utopie. Ernst Bloch und Georg Lukács zum 100. Geburtstag. Beiträge des internationalen Kolloquiums in Paris, Frankfurt am Main 1985, ISBN 3-88048-080-X
- Che Guevara, Frankfurt am Main 1987, ISBN 3-88332-126-5
- (Hg.) Theologie der Befreiung und Sozialismus, Frankfurt  am Main 1987, ISBN 3-88332-130-3
- Revolution ohne Grenzen. Die Theorie der permanenten Revolution, Frankfurt am Main, 1987 ISBN 3-88332-114-1
- Marxismus und Religion. Die Herausforderung der Theologie der Befreiung, Frankfurt am Main 1990, ISBN 3-88332-172-9
- mit Robert Sayre: Révolte et mélancolie: Le romanticisme à contre-courant de la modernité. Paris 1992, ISBN 2-228-88480-4
- Erlösung und Utopie. Jüdischer Messianismus und libertäres Denken, Berlin 1997, ISBN 3-87956-215-6
- Internationalismus und Nationalismus. Kritische Essays zu Marxismus und „nationaler Frage“. Mit einem Beitrag von Enzo Traverso, Köln 1999, ISBN 3-929008-26-2
- Der Geist von Porto Alegre und die Strategie der Linken, Hamburg 2002, ISBN 3-87975-973-1
- The Theory of Revolution in Young Marx, Chicago 2005
- „Biographische Skizze“ sowie „Hannah Arendt und Walter Benjamin“, in: Wolfdietrich Schmied-Kowarzik (Hg.), Auseinandersetzungen mit dem zerstörten jüdischen Erbe. Franz-Rosenzweig-Gastvorlesungen 1999–2005, Kassel 2004
- A Radical Alternative to Capitalist Catastrophe, Chicago 2015.
- Ökosozialismus. Die radikale Alternative zur ökologischen und kapitalistischen Katastrophe, Hamburg 2016.
- Rosa Luxemburg. Der zündende Funke der Revolution, Hamburg 2020.
- ad Walter Benjamin. Die Revolution als Notbremse, Hamburg 2022.
- mit John Bellamy Foster, Jess Spear, Daniel Tanuro, Christian Zeller: Ökosozialismus. Positionen des klassischen Marxismus Debatten heute, Neuer ISP Verlag, Köln, Karlsruhe 2023, ISBN 978-3-89900-159-4.
- Franz Kafka. Träumer und Rebell. Eine Annäherung an sein Werk, aus dem Französischen von Bruno Kern, S. Marix Verlag, Wiesbaden 2023, ISBN 978-3-7374-1222-3.
- Rosa Luxemburg: The Incendiary Spark, hrsg. v. Paul Le Blanc, Haymarket Books, Chicago 2024.